# Rusttjänst
Rusttjänst var en möjlighet att i utbyte mot skattefrihet göra sig skyldig att vid behov, oftast krig, ställa upp en fullt rustad ryttare. Den kallades ursprungligen Örs eller rosstjänst (Ross är gammalsvenska för häst, se Gotlandsruss eller tyska ordet Roß) och var kungens sätt att till liten kostnad hålla sig med ett stridbart rytteri. De  stormän som utförde rusttjänst kom att kallas frälse. Inte bara stormän utan även bönder kunde bli frälsemän om de ställde upp med häst och ryttare. De senare kallades för friborna frälsemän.
Rusttjänst kunde under medeltiden också vara en sorts ekonomisk spekulation. Ett mångfald av transaktioner visar att det spekulativa förvärvet av jord i förening med rusttjänst var ekonomiskt lönsamt, skattefriheten gav möjligheter att betala någon att sköta gården, och vinsten kunde användas för ett köp av en ny gård. 
Alsnö stadga är berömt då det är det första svenska dokumentet som definierar rusttjänsten, men sannolikt hade den existerat tidigare under ungefär samma former, och avlöste i princip den tidigare ledungen.
Under Gustav Vasa bestämdes att antalet beridna män som de rusttjänstskyldiga skulle uppsätta var beroende av frälsejordens avkastning. Det sålunda uppsatta rytteriet organiserades 1565 i förbandet Adelsfanan.
Indelningsverkets rustning var inte det samma som adelns rusttjänst.